# Rue des Écoles
Die Rue des Écoles ist eine Straße im 5. Arrondissements von Paris. Sie führt durch die Quartiers Saint-Victor und Sorbonne.

## Situation und Erreichbarkeit
Die Rue des Écoles hat eine Länge von 775 Metern. Sie beginnt an der Rue du Cardinal-Lemoine, in unmittelbarer Nähe vom „Campus Pierre et Marie Curie“ der „Sorbonne Université“, verläuft annähernd parallel zum ca. 100 Meter weiter nördlich gelegenen Boulevard Saint-Germain und endet am Boulevard Saint-Michel.
Sie kann mit folgenden öffentlichen Verkehrsmitteln erreicht werden:
- Drei Stationen der Métrolinie 10 liegen in der Nähe der Rue des Écoles: An ihrem Beginn die Station Cardinal Lemoine, auf ungefähr halber Länge die Station Maubert – Mutualité, an ihrem Ende die Station Cluny – La Sorbonne.
- In westlicher Richtung fahren die Busse der RATP-Linie 63 – mit den Haltestellen Monge-Mutualité, Collège de France und Cluny – durch die gesamte Rue des Écoles. – In östlicher Richtung fahren die Busse der RATP-Linie 63 – mit paralleler Streckenführung – durch den Boulevard Saint-Germain.

## Herkunft des Namens
Die Rue des Écoles wurde in zwei Abschnitten eröffnet – im Juli 1852 von der Rue Jean de Beauvais bis zum Boulevard Saint-Michel, im August 1855 von der Rue Cardinal-Lemoine bis zur Rue Jean de Beauvais. Sie übernahm damit einen Teil des damaligen Verlaufs der Rue Saint-Victor. Sie wurde benannt aufgrund der direkt in der Straße bzw. in naher Umgebung gelegenen „Grandes Écoles“.

## Bedeutende Gebäude, Denkmäler

### École polytechnique, Collège de France, Sorbonne
- An der Kreuzung mit der Rue Monge liegt auf der linken Seite ein kleiner Park, der Square Paul-Langevin. Hinter diesem Park befindet sich das ehemalige Hauptgebäude der École polytechnique, dessen Rückseite und Turm von der Rue des Écoles aus zu sehen sind. Es dient heute als Sitz des französischen Ministère de l’Enseignement supérieur (vergleichbar dem deutschen Bundesministerium für Bildung und Forschung).
- Weiter auf der linken Seite, zwischen den Querstraßen Rue Jean de Beauvais und Rue Saint-Jacques, liegt, ebenfalls hinter kleinen Grünanlagen, das Collège de France. Der Haupteingang befindet sich in der parallel laufenden Place Marcelin Berthelot, aber auch von der Rue des Écoles aus führt eine breite Treppe an die Collège-Gebäude heran. – Zentral vor dem Portal steht eine Statue des Mediziners Claude Bernard, im Square Yves-Coppens – links vom Portal – eine Statue des Lyrikers Pierre de Ronsard und im Square Michel-Foucault – rechts vom Portal – eine Statue von Dante.
- Schließlich, weiter auf der linken Seite, hinter der Kreuzung mit der Rue Saint-Jacques, liegt die sogenannte „Nouvelle Sorbonne“ (eröffnet 1884), an deren Nordfassade die Rue des Écoles entlangführt.

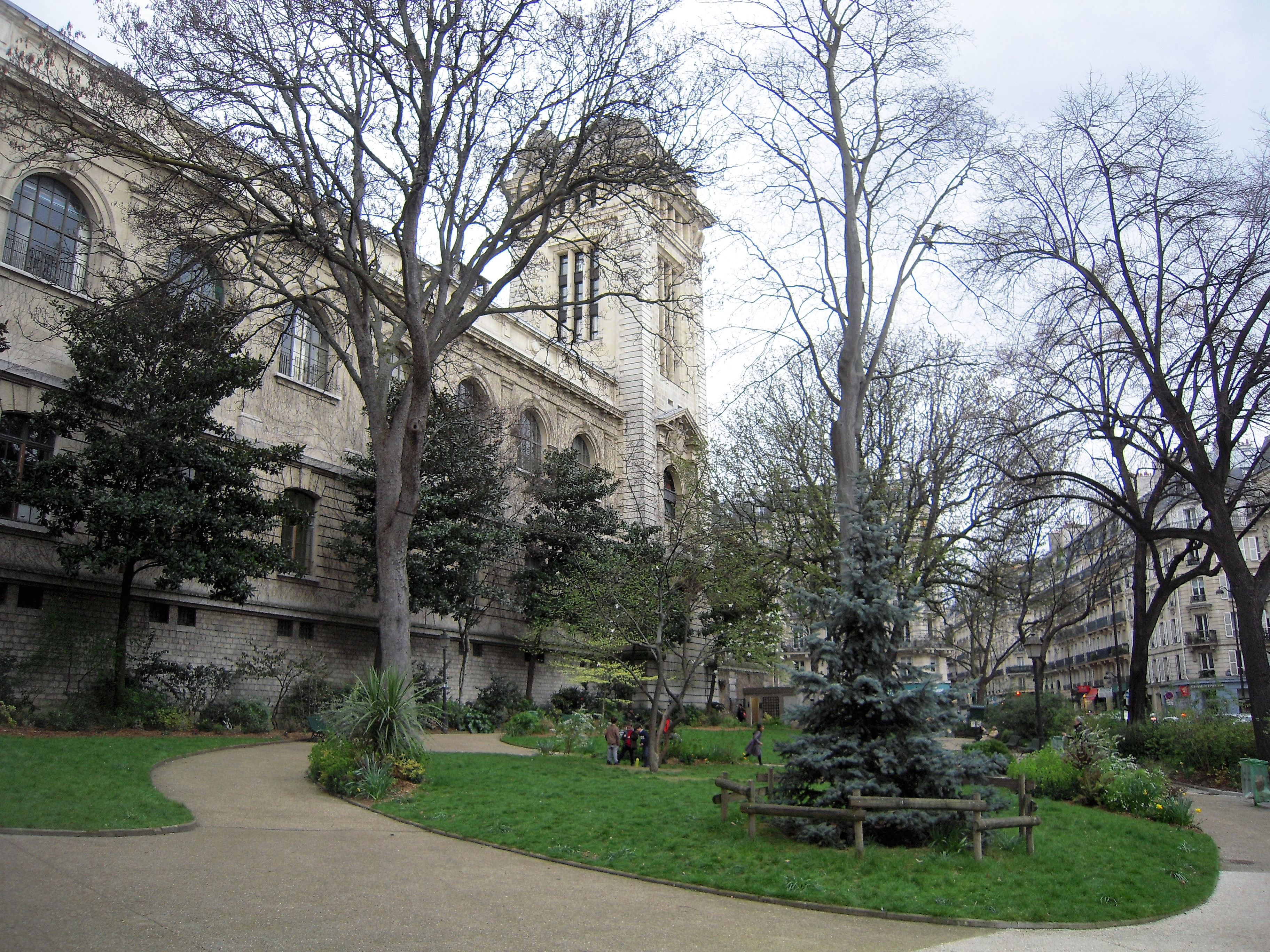
Square Paul-Langevin; Blick auf die Rückseite der ehemaligen École polytechnique
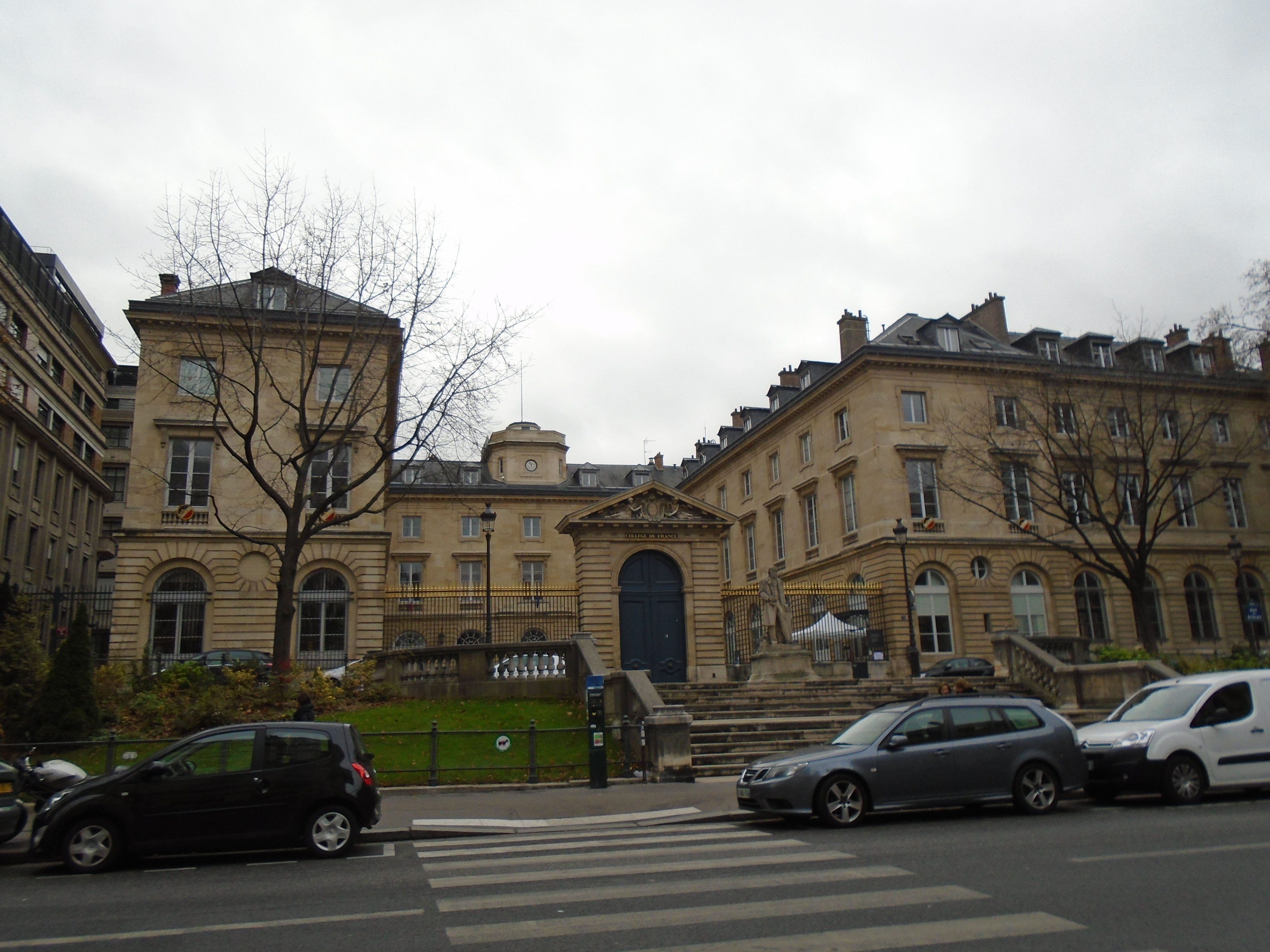
Das Collège de France
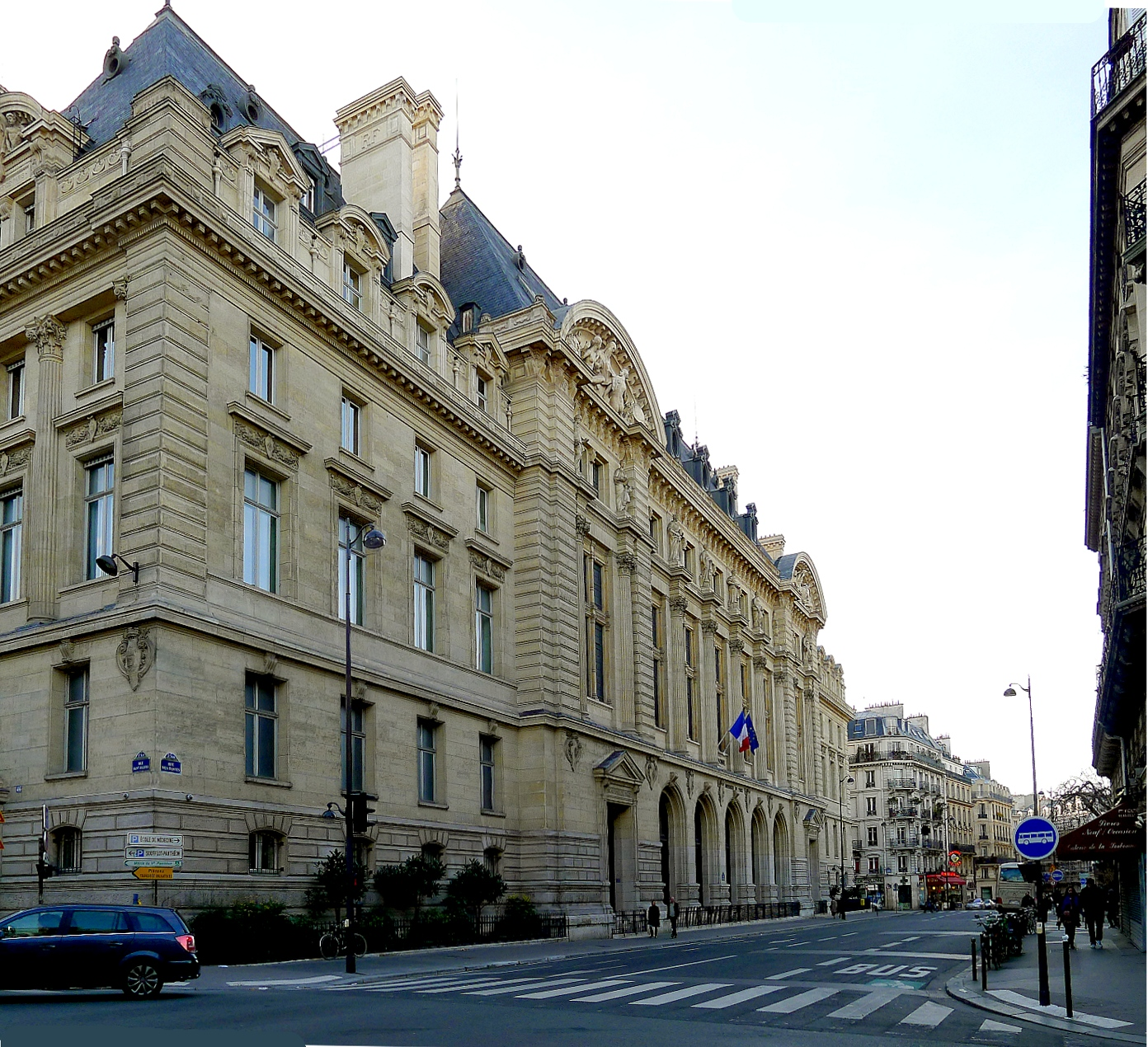
Nordfassade der „Nouvelle Sorbonne“

### Weitere Gebäude, Montaigne-Statue, Square Samuel-Paty
- Haus Nr. 2: Hier befand sich von 1816 bis 1843, also vor der Namensgebung der Rue des Écoles, das „Institut des Jeunes Aveugles“ (Institut der jungen Blinden), wo Louis Braille die für Blinde ertastbare Punktschrift erfand.
- Haus Nr. 40: Hier starb der Professor der Medizin am Collège de France Claude Bernard.
- Haus Nr. 51 (an der Straßenecke zur Rue Champollion): Hier befindet sich seit 1938 ein Kino (heutiger Name: „Le Champo“); es wurde im Jahr 2000 als denkmalgeschütztes „Monument historique“ eingetragen.[2]
- Direkt gegenüber der Nordfassade der „Nouvelle Sorbonne“ steht seit 1934 eine Statue zu Ehren von Michel de Montaigne; zuerst eine Steinstatue, ist sie seit 1989 durch eine Kopie aus Bronze ersetzt worden. Die Grünanlage auf der hinter der Montaigne-Statue liegenden Place Paul-Painlevé trägt seit dem Jahr 2021 in Erinnerung an den im Vorjahr ermordeten Lehrer den Namen Square Samuel-Paty.

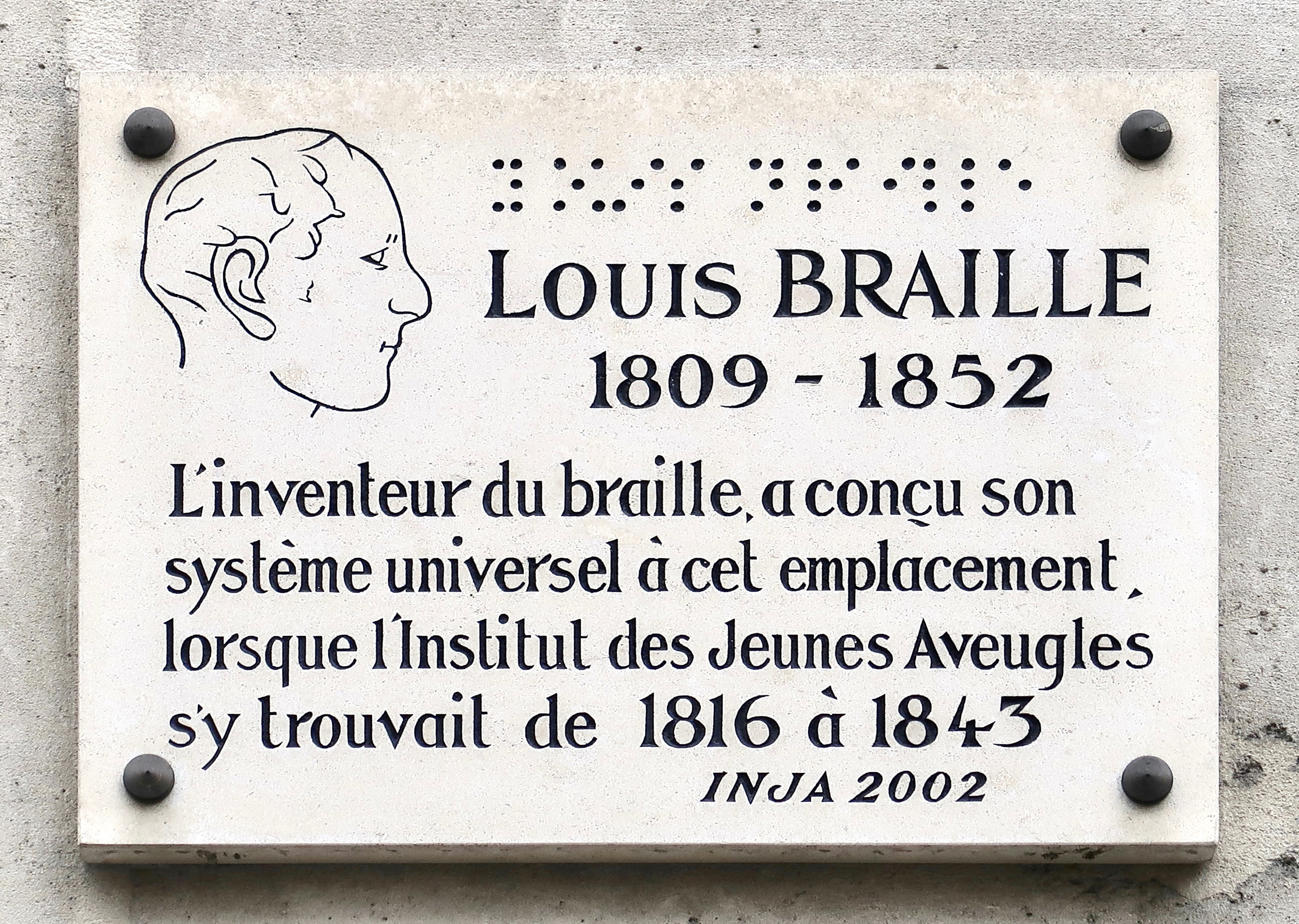
An Haus Nr. 2: Tafel in Erinnerung an Louis Braille
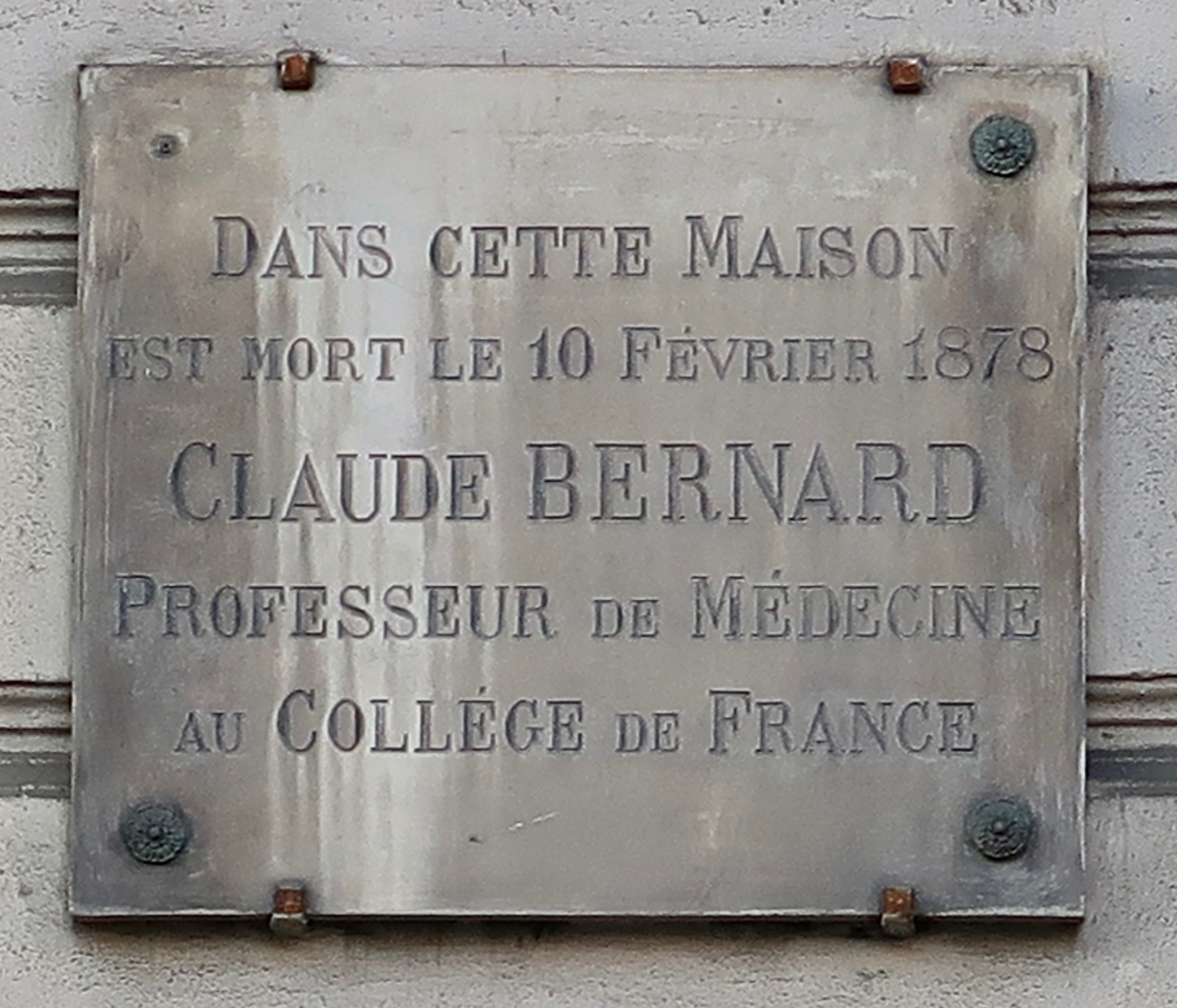
An Haus Nr. 40: Tafel in Erinnerung an Claude Bernard
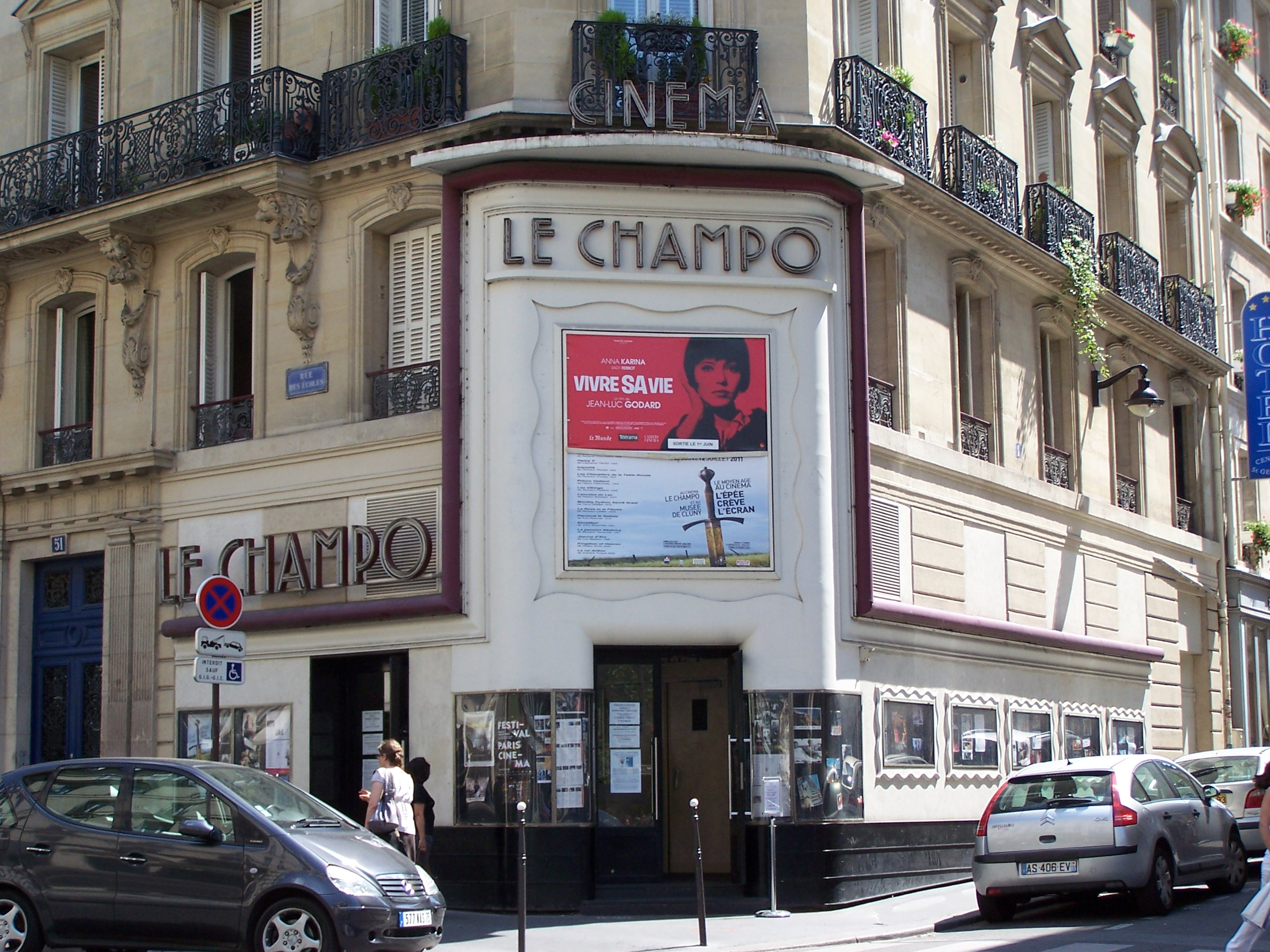
Haus Nr. 51: Kino „Le Champo“
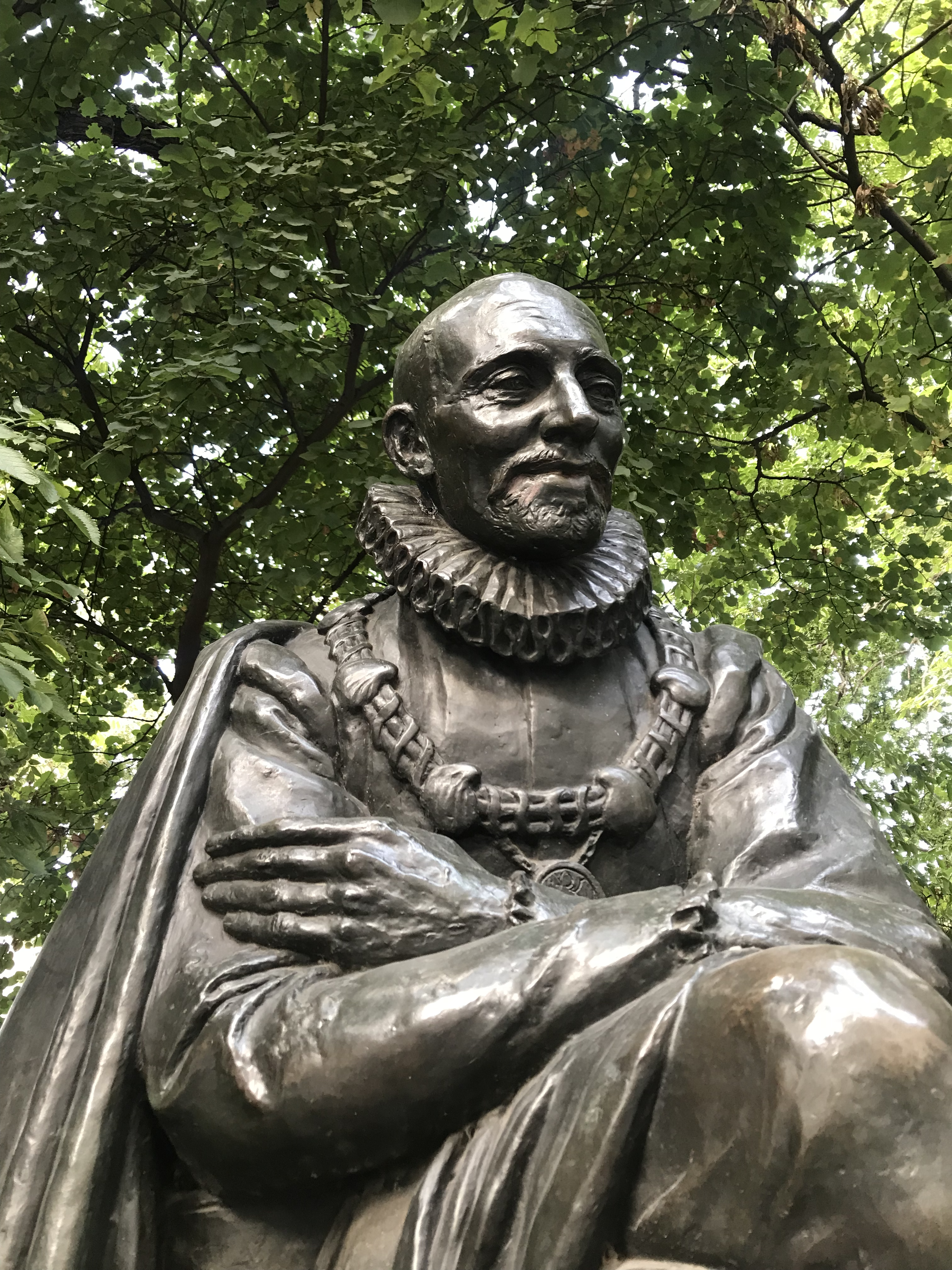
Vor der Place Paul-Painlevé: Montaigne-Statue
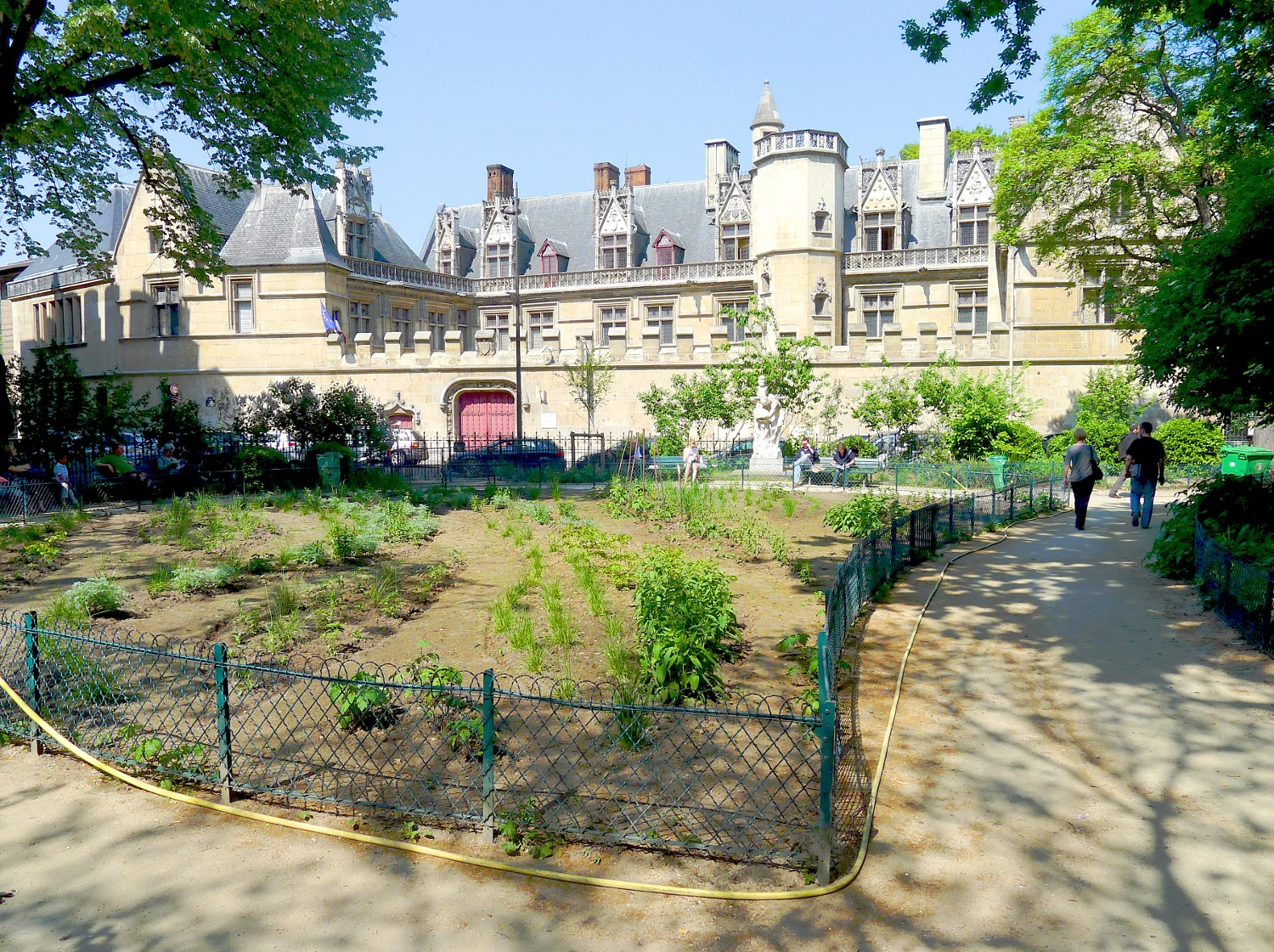
Square Samuel-Paty; im Hintergrund: das Hôtel de Cluny

## Historische Ereignisse
- Am 25. Februar 1980 wurde Roland Barthes, Professor am Collège de France, beim Überqueren der Rue des Écoles von einem Lieferwagen angefahren und schwer verletzt. An den Folgen seiner Verletzungen starb er einen Monat später, am 26. März 1980, im Hôpital de la Salpêtrière.[3]